# هری گیلبرگ
هری گیلبرگ (انگلیسی: Harry Gilberg; ۲۹ ژوئن ۱۹۲۳ – ۱۶ سپتامبر ۱۹۹۴) بازیکن فوتبال اهل بریتانیا بود.
از باشگاه‌هایی که در آن بازی کرده‌است می‌توان به باشگاه فوتبال برایتون اند هوو آلبیون، باشگاه فوتبال کویینز پارک رنجرز، و باشگاه فوتبال تاتنهام هاتسپر اشاره کرد.